# Pristimantis lucasi
Pristimantis lucasi es una especie de anfibio anuro de la familia Craugastoridae.

## Distribución geográfica
Esta especie es endémica de la provincia de Oxapampa en la región de Pasco en Perú. Se encuentra en las cercanías de Oxapampa entre los 2790 y 3000 m sobre el nivel del mar en la Cordillera Oriental.

## Descripción
Los machos miden de 15 a 19 mm y las hembras de 21 a 23 mm.

## Etimología
Esta especie lleva el nombre en honor a Lucas Northwood.

## Publicación original
- Duellman & Chaparro, 2008: Two distinctive new species of Pristimantis (Anura: Strabomantidae) from the Cordillera Oriental with a distributional synopsis of strabomantids in Central Peru. Zootaxa, n.º 1918, p. 13-25.[4]